# سيرجي بارشفليوك
سيرجي بارشفليوك (الروسية: Паршивлюк, Сергей Викторович) (18 مارس 1989 موسكو روسيا - ) هو لاعب كرة قدم روسي، يلعب كمدافع.

## مسيرته الكروية
لعب سيرجي بارشفليوك خلال مسيرته الاحترافية مع 4 أندية في أربعة عشر موسمًا وسجل خلالها 5 أهداف ضمن 227 مباراة. ولم يفز بأي موسم بالكأس أو بالدوري.
خاض سيرجي بارشفليوك مسيرته مع نادي سبارتاك موسكو في موسم 2006 ليلعب معه عشرة مواسم، مشاركًا في 148 مباراة سجل خلالها 3 أهداف. ثم انتقل إلى نادي أنجي محج قلعة في موسم 2016–17 لمدة موسم واحد، حيث شارك في 19 مباراة ولم يسجل أي هدف. لينتقل بعدها إلى نادي روستوف في موسم 2017–18 ولمدة موسمين، مشاركًا في 53 مباراة سجل خلالها هدفين.

## وصلات خارجية
سيرجي بارشفليوك على موقع الاتحاد الأوربي (الإنجليزية)
- سيرجي بارشفليوك على موقع قاعدة بيانات كرة القدم.إي يو (الإنجليزية)
- سيرجي بارشفليوك على موقع ناشيونال فوتبول تيمز (الإنجليزية)
- سيرجي بارشفليوك على موقع Soccerway.com (الإنجليزية)
- سيرجي بارشفليوك على موقع AS.com (الإسبانية)